# Yhonatan Barrios

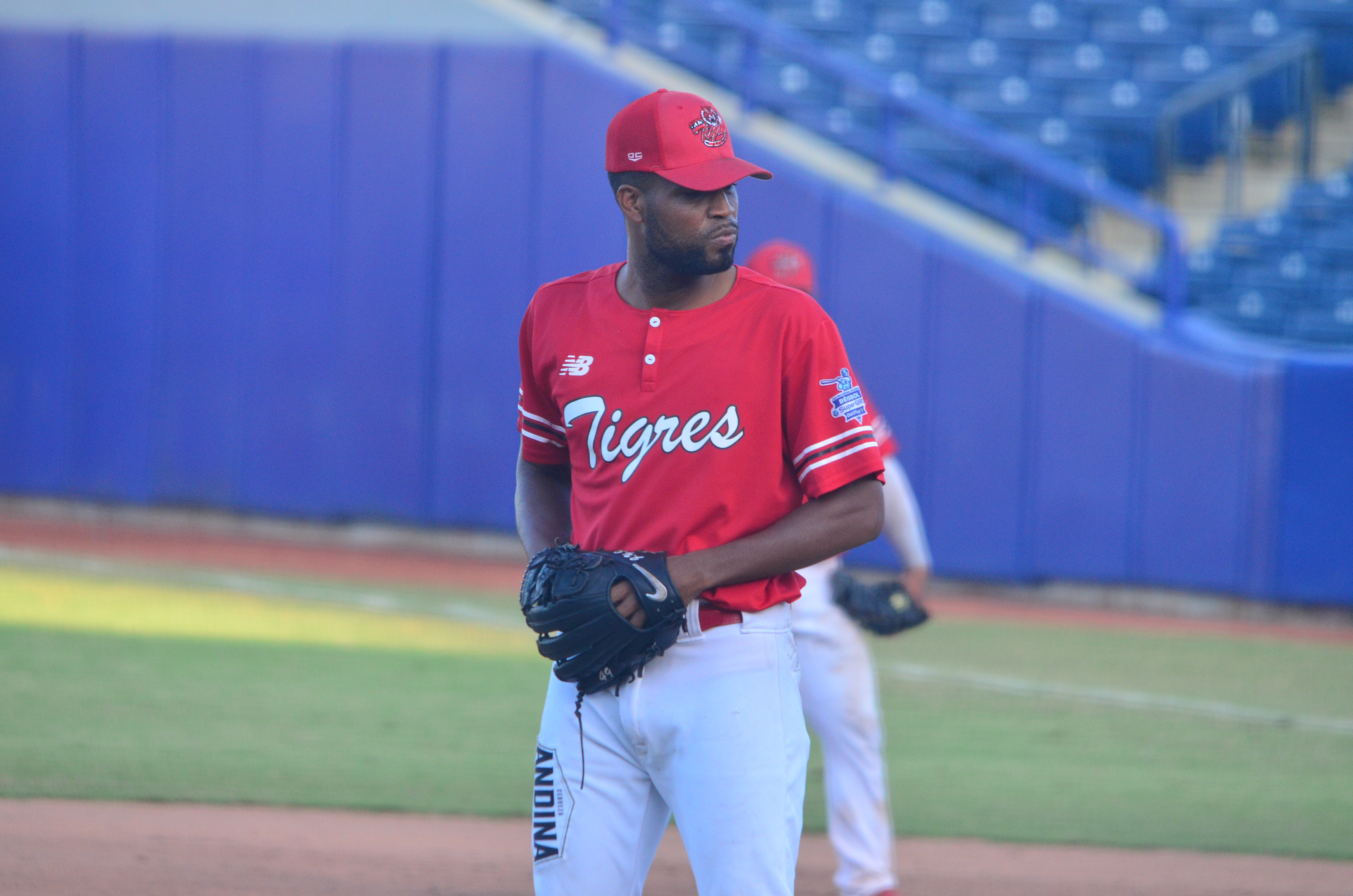
Yhonatan Barrios con Tigres de Cartagena.

Yhonathan Barrios Blanco (nacido el 1 de diciembre de 1991 en Cartagena de Indias) es un béisbolista profesional colombiano su último club como lanzador fue la organización Milwaukee Brewers.

## Carrera en la MLB

### Piratas de Pittsburgh (ligas menores)
Barrios fue firmado por los Pittsburgh Pirates el 5 de julio de 2008, como jugador jardinero en Colombia. Los Piratas lo convirtieron en un lanzador en julio de 2013. El 23 de julio de 2015, fue negociado a los Cerveceros a cambio del jardinero Aramis Ramírez.

### Cerveceros de Milwaukee
Hizo su debut en las Grandes Ligas de Béisbol el 24 de septiembre y comenzó la temporada 2016 en la lista de lesionados después de sufrir una lesión en el hombro. Barrios fue excluido de la lista de 40 hombres el 9 de noviembre de 2016. Es dejado en libertad el 6 de noviembre de 2017.

## Números usados en las Grandes Ligas
- 50 Milwaukee Brewers (2015)

## Estadísticas de pitcheo en Grandes Ligas
Actuó solamente en un solo equipo en las Grandes Ligas.
| Año   | Equipo            | Liga | Juegos | W | L | W-L | ERA  | WHIP  | K |
| ----- | ----------------- | ---- | ------ | - | - | --- | ---- | ----- | - |
| 2015  | Milwaukee Brewers | AL   | 5      | 0 | 0 |     | 0.00 | 0.450 | 7 |
| TOTAL |                   |      | 5      | 0 | 0 |     | 0.00 | 0.450 | 7 |

## Ligas Invernales
Equipos en los que actuó por las diferentes Ligas Invernales.
| Equipo                   | Liga                                         | País                   | Temporada |
| ------------------------ | -------------------------------------------- | ---------------------- | --------- |
| Senadores de San Juan    | Liga de Béisbol Profesional Roberto Clemente | Bandera de Puerto Rico | 2014-15   |
| Tigres de Aragua         | Liga Venezolana de Béisbol Profesional       | Bandera de Venezuela   | 2015-16   |
| Leones de Santa Marta    | Liga Profesional de Béisbol Colombiano       | Bandera de Colombia    | 2019-20   |
| Tigres de Cartagena      | Liga Profesional de Béisbol Colombiano       | Bandera de Colombia    | 2020-21   |
| Gigantes de Barranquilla | Liga Profesional de Béisbol Colombiano       | Bandera de Colombia    | 2021-22   |